# Roussennac
Roussennac är en kommun i departementet Aveyron i regionen Occitanien i södra Frankrike. Kommunen ligger  i kantonen Montbazens som ligger i arrondissementet Villefranche-de-Rouergue. År 2022 hade Roussennac 618 invånare.

## Befolkningsutveckling
Antalet invånare i kommunen Roussennac
Referens: INSEE